# Halo: Flood
Halo: Flood (in inglese Halo: The Flood) è un romanzo di fantascienza militare di William C. Dietz ambientato nella saga di Halo e basato specificamente sul videogioco del 2001 Halo: Combat Evolved, il primo titolo della serie. Il libro è stato pubblicato nell'aprile 2003 ed è il secondo romanzo di Halo. Nel testo si descrivono con maggiore attenzione le imprese di Master Chief, integrando anche la storia con le vicende riguardanti gli altri membri dell'UNSC a bordo dell'astronave Pillar of Autumn. Quando quest'ultima scopre inaspettatamente un enorme pianeta artificiale a forma di anello noto come Halo, l'umanità si trova costretta ad affrontare un'unione di razze aliene conosciute come Covenant e una seconda terrificante fazione, i Flood, nel disperato tentativo di scoprire i segreti dell'anello e rimanere vivi. Sebbene il libro segua all'incirca gli stessi eventi del gioco Xbox, riproponendo dialoghi identici, Dietz descrive anche degli eventi non presenti nel videogioco e vissuti dal protagonista, il sopraccitato super soldato Master Chief.
Dopo il successo del primo romanzo della saga, Halo: La caduta di Reach, la casa editrice Del Rey Books e l'azienda proprietaria del brand Halo, la Microsoft, firmarono un accordo relativo a nuovi libri relativi a giochi Xbox, incluso un altro capitolo della serie Halo. La Del Ray Books si rivolse all'autore Dietz per scrivere il libro successivo, il quale trasse ispirazione dalla sua esperienza autobiografica trascorsa nell'esercito per le scene aggiuntive dell'opera non mostrate nel gioco.
Al momento della messa in commercio, Halo: Flood superò l'elenco dei dieci bestseller presenti sulla statunitense Publishers Weekly con riferimento ai libri in brossura, ma l'accoglienza della critica al romanzo si è rivelata meno positiva di quella riservata all'opera di Eric Nylund La caduta di Reach o ad altri romanzi di Halo. Le scene di combattimento ripetitive e la caratterizzazione drammaticamente diversa del protagonista rispetto al lavoro di Nylund vennero percepite come dei difetti non trascurabili, con lo stesso stile di scrittura di Dietz ritenuto da taluni poco graffiante e da altri invece degno di elogi. Il successivo romanzo di Halo, Halo: Il primo attacco, avrebbe supplito allo scopo di colmare il divario sussistente tra Combat Evolved e il suo seguito, Halo 2.
Il libro andò ripubblicato il 12 ottobre 2010, proponendo nuovi contenuti e delle correzioni editoriali. Nello stesso anno uscì la versione in lingua italiana.

## Trama
Il romanzo, allo stesso modo del videogioco su cui si basa, inizia quando la Pillar of Autumn esce dall'iperspazio, entrando in contatto visivo con un enorme e oscuro mondo a forma di anello, nascosto da una luna in orbita attorno a un gigante gassoso. Nel sistema è già presente una flotta Covenant, la quale ben presto scorge la nave solitaria. Uno dei comandanti alieni proibisce ai suoi sottoposti di sparare in direzione dell'Autumn, per timore di danneggiare l'anello. Al contrario, ordina di abbordare l'astronave ostile e catturarla. Nel frattempo, i tecnici dell'Autumn si preparano per la battaglia e risvegliano un soldato di classe Spartan dal sonno criogenico, noto come Master Chief.
Gli alieni hanno successo nelle operazioni di abbordaggio, ma varie scialuppe riescono comunque a fuggire e a dirigersi verso l'anello, mentre il capitano Jacob Keyes, a capo dell'astronave, cerca di atterrare anch'egli. A Master Chief è affidata in custodia l'intelligenza artificiale Cortana; considerata la ricchezza di informazioni tattiche conosciute dalla IA, Keyes preferisce impedire che questa cada nelle mani del nemico. Zuka 'Zamamee, uno degli alieni di razza Élite presente sull'incrociatore, viene ferito quasi mortalmente dallo Spartan, evento che spingerà il Covenant a cercare di ucciderlo in una serie di più imboscate. Giunto sulla superficie del pianeta artificiale, dopo un burrascoso atterraggio, Master Chief si avvicina presto verso altri soldati, tra cui una squadra di truppe d'assalto guidate da Antonio Silva e dal suo secondo in comando, Melissa McKay, che atterrano con delle speciali capsule di lancio e prendono possesso di un sito strategico sottraendolo ai Covenant nel tentativo di utilizzarlo quale base operativa. Il capitano Keyes viene catturato dai Covenant e portato a bordo dell'incrociatore alieno Truth and Reconciliation; tuttavia, ciò non impedisce a Master Chief e a una squadra di marines di salire a bordo della nave, salvando con successo il capitano. Keyes conunica di avere nel frattempo appreso che l'anello su cui si trovano ha un grande significato religioso per gli alieni, i quali credono che Halo, detto da loro «l'aureola», sia un'arma dalla potenza inimmaginabile. Compiuta la fuga dall'incrociatore Covenant, Keyes affida a Master Chief la missione di trovare la sala di controllo di Halo prima degli ostili. Master Chief e Cortana scoprono la posizione della sala e, con l'aiuto di alcuni marines, inseriscono Cortana nella rete di computer di Halo. Tuttavia, Cortana si rende conto che l'anello non è un'arma da intendere nel senso immaginato dallo Spartan, ma, prima che il protagonista possa comprendere quale sia la sua reale funzione, l'IA lo invita a raggiungere precipitosamente il capitano Keyes.
Giunto nella palude dove Keyes e la sua squadra sono scomparsi, Master Chief scopre che il capitano è stato catturato e che sia i soldati umani che quelli Covenant sono stati trasformati in creature simili a zombi da alieni dall'aspetto terrificante. Un soldato, tale Wallace Jenkins, è ancora semi-cosciente e dolorosamente afflitto dalla situazione, ma lo stato di confusione è tale che agisce senza auto-controllo e comincia ad attaccare le truppe di McKay. Benché Jenkins intenda suicidarsi, Melissa McKay impedisce in tempo che egli compia un simile gesto. Chief viene avvicinato dal guardiano responsabile di Halo, 343 Guilty Spark, il quale informa Chief sulle creature incontrate chiamate Flood, dei virulenti parassiti che infettano gli ospiti e li trasformano in esseri capaci di combattere o di riprodursi. Allo scopo di arrestare il prosieguo dell'infezione e attivare le difese dell'Installazione 04, vero nome del pianeta artificiale, Guilty Spark necessita dell'aiuto di Master Chief. Prima di ritornare nella sala di controllo di Halo, Guilty Spark guida Master Chief nel percorso di raggiungimento dell'indice, la chiave di attivazione dell'anello, ma viene fermato da una furiosa Cortana. Quest'ultima spiega che Halo risulta si un'arma, ma non uccide i Flood, bensì ciò di cui si nutrono, ovvero umani, Covenant e qualsiasi altro organismo di vita senziente. Rendendosi conto che occorre impedire a Guilty Spark di attivare l'installazione anziché aiutarlo, Cortana e Master Chief decidono di distruggere Halo facendo esplodere i reattori di fusione della Pillar of Autumn precipitata. Affinché ciò avvenga, la coppia ha bisogno degli impianti neurali di Jacob Keyes. Cortana scopre che il capitano è ancora vivo, tenuto prigioniero ancora una volta a bordo della Truth and Reconciliation, ora nelle mani dei Flood che stanno cercando di abbandonare l'anello. Chief si fa strada tra i Covenant e i Flood, ma scopre che ormai è troppo tardi: il capitano è stato assimilato dal parassita. Lo Spartan recupera gli impianti e lascia la nave Covenant al fine di raggiungere la Autumn.
Mentre Chief e Cortana si dirigono verso l'incrociatore umano, la Base Alpha viene evacuata. Silva decide di prendere il controllo della Truth and Reconciliation e dirigere la nave quanto più lontano possibile da Halo, al fine di evitare di trovarsi lì quando l'incrociatore umano esploderà. L'operazione di recupero riesce, ma McKay si rende conto che Silva, intenzionato a portare con sé dei campioni Flood per farli studiare agli scienziati, è accecato dal pensiero della promozione e pregusta la gloria anziché preoccuparsi del pericolo rappresentato dai parassiti; se anche un solo esemplare fosse sfuggito al contenimento e fosse sbarcato sulla Terra, l'intero pianeta sarebbe stato in pericolo. Jenkins attira l'attenzione di McKay su una linea di energia vitale sulla nave e, rendendosi conto che la distruzione dei Flood è più importante della promozione di Silva, taglia il cavo, spedendo la Truth and Reconciliation in rotta contro Halo e uccidendo tutti a bordo.
Sulla Autumn, Master Chief si trova costretto a destabilizzare manualmente i reattori a fusione, mentre 343 Guilty Spark e le sue aiutanti, le sentinelle, cercano di ostacolarlo. Una volta iniziato il conto alla rovescia per l'esplosione, Cortana dirige Chief verso un caccia ancora attraccato nell'hangar dell'incrociatore. Azionando i motori, Chief e Cortana scappano dall'anello proprio mentre l'astronave umana esplode, scongiurando il pericolo rappresentato dai Flood. L'IA cerca i sopravvissuti e si rende conto che apparentemente sono gli unici due sopravvissuti. Benché riferisca allo Spartan che il combattimento sia finito, Chief replica: «No. I Covenant sono ancora là fuori e la Terra è a rischio. Io credo che sia solo l'inizio».

## Origini

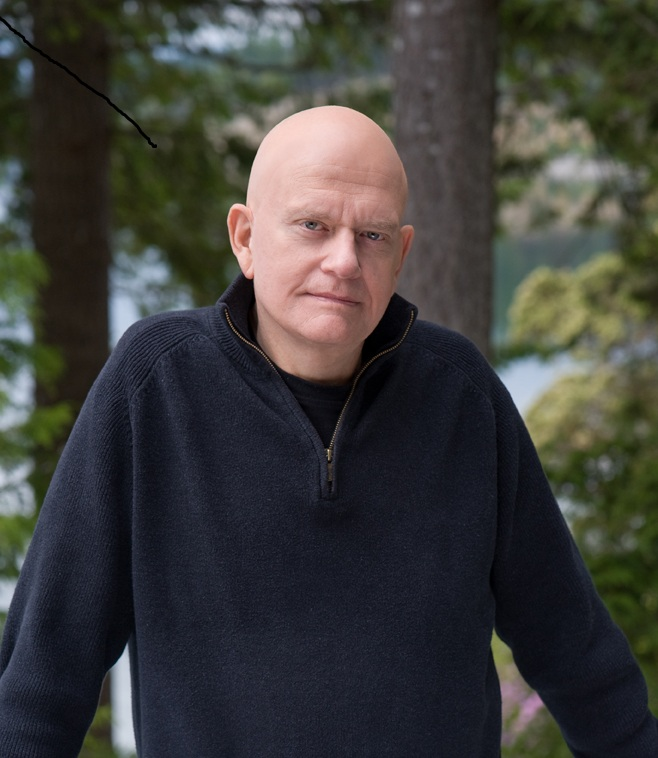
William C. Dietz, autore del romanzo Halo: Flood, nel 2011

Il primo libro di Halo, La caduta di Reach, aveva venduto più di un milione di copie, circostanza che spinse la casa editrice Del Rey Books ad accettare un accordo stipulato con la Microsoft ai sensi del quale sarebbero stati prodotti più romanzi incentrati su Halo. Fu la penna dello scrittore di fantascienza Larry Niven, autore della serie di romanzi I burattinai, quella inizialmente richiesta da Del Rey Books per scrivere un romanzo incentrato su Halo: Combat Evolved. Tuttavia, Niven rifiutò, sostenendo che gli sarebbe stato impossibile lavorare su un «universo i cui confini erano completamente definiti». A quel punto, ci si rivolse a William C. Dietz, un autore di fantascienza che viveva a Seattle, nello stato statunitense del Washington. Malgrado egli non avesse mai comprato il prodotto il passato, acquistò immediatamente una console Xbox e una copia di Halo, al fine di conoscere meglio l'universo che era stato chiamato a descrivere. Quando venne a sapere che il gioco stava vivendo una fase di exploit nelle vendite, egli si convinse definitivamente ad accettare l'incarico.
Dietz, un ex specialista medico attivo nella marina statunitense, incorporò degli elementi di quella che definì affettuosamente «The Green Machine» (La macchina verde) nel suo lavoro; nonostante l'ambientazione sia collocata nel XXVI secolo, i marines in Halo: Flood si presentano in maniera sono molto simile alle loro controparti dei giorni nostri. Al fine di aiutare Dietz nella scrittura, la Bungie fornì a Dietz quella che lui definì «una enorme» mole di informazioni di base sull'universo di Halo. Una volta che Dietz concluse la sua bozza, la Bungie la revisionò per assicurarsi che rispettasse la trama immaginata nei giochi e nel romanzo passato, in quanto si voleva evitare, tra le altre cose, la creazione di palesi contraddizioni.

## Ambientazione
Halo: Flood è ambientato nell'anno 2552. L'umanità ha colonizzato centinaia di mondi in tutta la galassia, grazie alla scoperta avvenuta secoli prima di come viaggiare a velocità superiori a quella della luce nell'iperspazio. Mentre gli umani erano stati colpiti da una guerra che vedeva come protagonisti i ribelli e l'UNSC, ovvero le forze armate responsabili della protezione dei pianeti colonizzati, un'alleanza di razze aliene nota come Covenant inizia ad attaccare le colonie periferiche, sterminando brutalmente migliaia di esseri umani vetrificando la superficie dei pianeti. L'umanità, in inferiorità numerica e surclassata dalla superiore tecnologia di cui dispongono i suoi nemici, si trova a vivere una fase particolarmente delicata del conflitto quando i Covenant raggiungono l'importante presidio costituito da Reach. Benché anche quest'ultimo pianeta deve arrendersi ai Covenant, l'incrociatore umano Pillar of Autumn riesce a fuggire rocambolescamente nell'iperspazio verso una destinazione misteriosa, attirando così gli alieni a sé e distraendoli dall'obiettivo di scoprire la posizione della Terra.

## Accoglienza
I giudizi sul libro si sono rivelati assai variegati. Alcuni critici hanno trovato lo stile di scrittura di William C. Dietz scadente rispetto a quello di Eric Nylund. Un punto particolarmente divisivo ha riguardato l'interpretazione di Dietz della figura di Master Chief, ben diversa da quella proposta da Nylund. Altri revisori hanno contestato lo scarso "allontanamento" del testo dalla trama del gioco, mentre invece vari fan si sono lamentati delle incongruenze con gli altri romanzi e il videogame stesso.
Rispondendo alle critiche sul libro, inclusa la sua interpretazione di John-117, Dietz replicò:
Nonostante la risposta meno entusiasta ricevuta da Halo: Flood rispetto al suo predecessore, il libro ha comunque fatto registrare un buon numero di vendite. Subito dopo la messa in commercio, l'opera è confluita nell'elenco dei dieci libri tascabili più venduti redatto dalla statunitense Publishers Weekly. Il successivo libro della serie, Halo: Il primo attacco, sarebbe stato scritto da Eric Nylund e avrebbe colmato il divario tra Halo: Combat Evolved e Halo 2.